# Sensation (evento)
Il Sensation White è un evento dance nato nel 2000 ad Amsterdam e organizzato dalla società ID&T, più precisamente nell'Amsterdam Arena. Dopo i primi 5 anni, l'evento ha cominciato a spostarsi anche in altri Stati come Germania, Belgio, Polonia, Danimarca, Spagna, Lettonia, Lituania, Portogallo, Svizzera, Australia, Repubblica Ceca, Russia, Norvegia, Cile, Stati Uniti, Canada, Turchia, Taiwan, Thailandia, Corea del Sud, Italia (nel 2014).

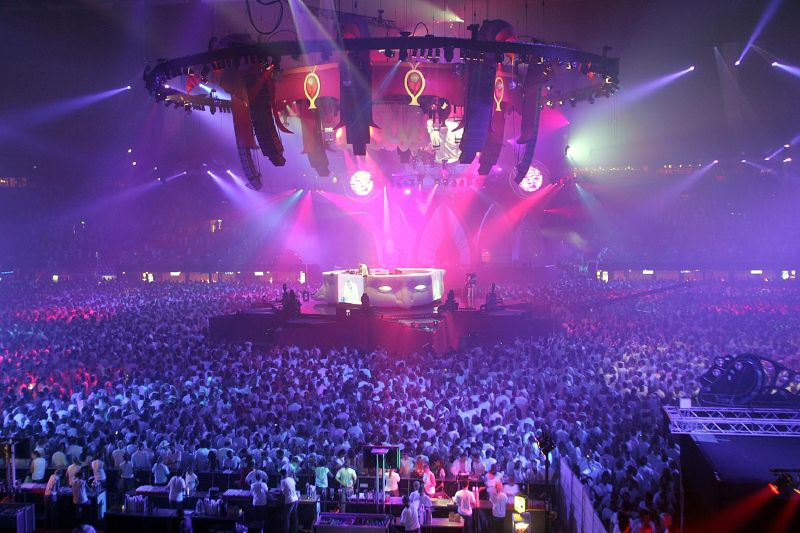
Sensation White

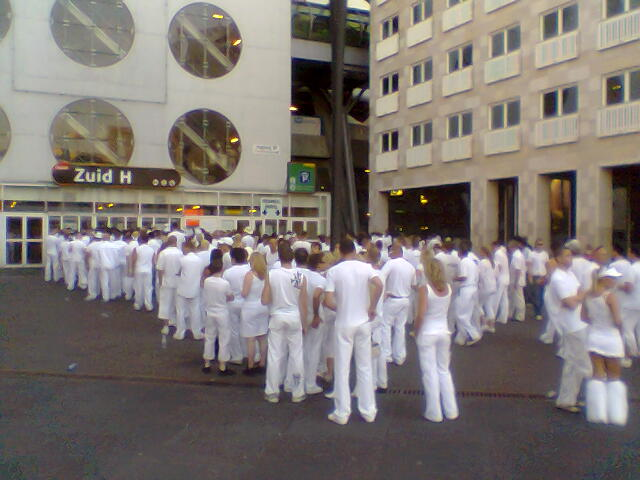
Una delle entrate dell'Amsterdam Arena

## Storia
La prima manifestazione si svolse nel 2000 ad Amsterdam, prese il nome di Sensation e non aveva un dress-code.
Questa idea è frutto dell'intuizione dei fratelli Miles e Duncan Stutterheim che dapprima organizzavano feste house e gabber e poi decisero di fondare la ID&T; poco tempo dopo Miles perì in un incidente d'auto. Si narra che poco tempo dopo Duncan, organizzando una festa in memoria del fratello, chiese ai suoi ospiti di presentarsi all'evento vestendo di bianco e dando così vita al dresscode che tuttora caratterizza il Sensation White.
Nel 2002 l'evento fu diviso in due: Sensation White e Sensation Black, per rispondere alle esigenze musicali variegate del pubblico, oltre che per offrire due eventi indipendenti l'uno dall'altro.
Al Sensation Black si decise quindi di suonare musica hard trance, hardcore e hardstyle e di applicarvi un codice di abbigliamento adeguato, quindi i partecipanti furono tenuti a vestirsi categoricamente di nero.
Al Sensation White da quel momento si sarebbe quindi suonata musica dance, house, trance e techno, e tutti i partecipanti all'evento avrebbero dovuto attenersi al dress-code che esigeva il colore bianco. Lo slogan del Sensation White è "Be Part Of The Night - Dress in White". Uno degli ambasciatori di questo evento che partecipa a moltissimi Sensation in tutto il mondo è il DJ olandese Fedde Le Grand.
Il primo Sensation White in Italia si è tenuto il 13 aprile 2013, all'Unipol Arena di Casalecchio di Reno.

## Scenografie
Ogni anno viene presentata una nuova scenografia all'Amsterdam Arena, di solito questo evento si tiene sempre il primo sabato di luglio. Alcune scenografie si sono svolte esclusivamente all'Arena, ma diversi spettacoli sono stati riproposti con successo in palazzetti di tutto il mondo toccando tutti e 5 i continenti. L'ultimo evento ufficiale del Sensation ad Amsterdam si è svolto nel luglio 2017. Nonostante l'evento sia dichiarato terminato nell'ultima data di Amsterdam del 2017, alcune ripetizioni di spettacoli degli anni passati sono tuttora in programma nel mondo.
- 2000 Sensation Shiva
- 2001 Sensation Church
- 2002 Sensation Believe
- 2003 Sensation Water and Fire
- 2004 Sensation Mythology
- 2005 Sensation Space
- 2006 Sensation The Dream Catcher
- 2007 Sensation Oak of love
- 2008 Sensation The Ocean Of White
- 2009 Sensation Wicked Wonderland
- 2010 Sensation Celebrate Life (edizione speciale per 10º anno)
- 2011 Sensation Innerspace
- 2012 Sensation Source of Light
- 2013 Sensation Into The Wild
- 2014 Sensation Welcome To The Pleasure Dome
- 2015 Sensation The Legacy
- 2016 Sensation Angels and Demons
- 2017 Sensation The Final (ultimo spettacolo del Sensation White)
- 2018 Sensation Rise
- 2019 Sensation (nessun tema di sensazioni richiesto)
- 2020 Sensation Monument of Light
- 2021 Sensation Beyond

## Inni
Gli "Inni", o sigle dell'evento, diventano ogni anno un cult della scena dance mondiale.
Ecco quelle finora uscite:
- 2000 Cygnus X - Superstring (Rank 1 remix)
- 2001 Rank 1 - Such Is Life
- 2002 The Rush - The Anthem 2002 (White Edition)
- 2003 Rank 1 - The Anthem 2003
- 2004 The Rush - The Anthem 2004
- 2005 Armin van Buuren ft. Jan Vayne - Serenity
- 2005 Belgio First & Andre - Widescreen
- 2006 Sander Kleinenberg - This Is Sensation
- 2006 Belgio Fred Baker - Friends Forever
- 2006 Germania Moguai - I want, I need, I Love
- 2008 Cile Armin van Buuren - N.N

 Qualora non fosse indicato il Paese dove ha avuto luogo l'evento, si intende Amsterdam.